# Saint-Gilles-de-Crétot
Saint-Gilles-de-Crétot település Franciaországban, Seine-Maritime megyében. Lakosainak száma 387 fő (2022. január 1.). Saint-Gilles-de-Crétot Bois-Himont, Maulévrier-Sainte-Gertrude, Saint-Arnoult, Saint-Aubin-de-Crétot és Saint-Nicolas-de-la-Haie községekkel határos.

## Népesség
A település népessége az elmúlt években az alábbi módon változott:
| Lakosok száma | 435  | 432  | 443  | 434  | 423  | 411  | 400  | 392  | 387  |
|               | 2013 | 2015 | 2016 | 2017 | 2018 | 2019 | 2020 | 2021 | 2022 |